# Wu Chengshu
Wu Chengshu, née le 26 août 1996 à Jiangsu, est une footballeuse internationale chinoise. Elle évolue actuellement au poste d'attaquante pour le Dijon FCO.

## Biographie
En juin 2019, elle inscrit un but lors de la victoire du Jiangsu Suning face à Shanghai en finale de coupe de Chine (5-1).
Elle quitte la Chine en novembre 2022 pour signer en Australie au Canberra United. Elle y inscrit deux buts, alternant entre le milieu de terrain, l'attaque et les ailes, mais Canberra manque de peu la qualifications pour les play-offs.
À l'été 2023, elle rejoint la France et devient la première joueuse asiatique à évoluer au Dijon FCO. Lors de son deuxième match sous les couleurs dijonnaises, elle inscrit un doublé face au LOSC.
Wu Chengshu est appelée en équipe de Chine par Bruno Bini. Elle inscrit un but en demi-finale face au Japon, puis remporte la coupe d'Asie en 2022. Elle participe ensuite à la coupe du monde 2023, où elle dispute les trois matches de poules.

## Palmarès
Jiangsu Suning
- Super Ligue chinoise
  - Championne en 2019
- Coupe de Chine
  - Vainqueure en 2019
- Supercoupe de Chine
  - Vainqueure en 2019
- Championnat des clubs de l'AFC
  - Deuxième en 2019

 Chine
- Coupe d'Asie
  - Vainqueure en 2022